# Maria Bartusz
Maria Bartusz (* 28. September 1987) ist eine polnische Badmintonspielerin, die im Parabadminton in den Startklassen WH1, WH1/2 und SH6 an den Start geht und Silber- und Bronzemedaillen bei Welt- und Europameisterschaften erringen konnte.

## Karriere
Bei der Weltmeisterschaft 2015 in Aylesbury schied Bartusz im Halbfinale mit 7:21, 2:21 gegen die Engländerin Rachel Choong aus. Die Bronzemedaille teilte sie sich mit der Sri-Lankerin Randika Doling. Das Doppel bestritt sie mit der Irin Emma Farnham. Die beiden siegten in der Gruppenphase gegen die Inderinnen Saritha Gudeti und Ruhi Satish Shingade und verloren gegen das sri-lankisch-neuseeländische Duo Randika Doling/Nina Kersten sowie die Engländerinnen Rebecca Bedford/Rachel Choong. Das Mixed spielte sie mit ihrem Landsmann Grzegorz Jednaki. In der Gruppenphase konnten sie die Iren Andrew Moorcroft/Emma Farnham besiegen und verloren gegen Jack Shephard/Rebecca Bedford aus England sowie Prabhu Kanamadugu Gowdar/Ruhi Satish Shingade aus Indien.
Bei der Europameisterschaft 2016 in Beek wurde das Dameneinzel mit fünf Spielerinnen in einem Jeder-gegen-jeden-Turnier ausgetragen. Hinter Rachel Choong und Rebecca Bedford erlangte Bartusz die Bronzemedaille und ließ damit die Irin Emma Farnham und die Schottin Deidre Nagle hinter sich. Im Doppel, das mit Männern und Frauen ausgetragen wurde, spielte sie wie bei der Weltmeisterschaft zuvor mit Emma Farnham. Sie verloren beide Gruppenspiele. Das Mixed spielte sie mit dem Engländer Isaak Dalglish. Wie beim Dameneinzel wurde auch dieser Bewerb mit fünf Teilnehmern in einem Jeder-gegen-jeden-Turnier ausgetragen und Dalglish/Bartusz errangen die Bronzemedaille.
Bei der Weltmeisterschaft 2017 in Ulsan schied Bartusz wie zwei Jahre zuvor im Halbfinale gegen Rachel Choong aus, dieses Mal mit 4:21, 7:21. Das Doppel bestritt sie erneut mit der Irin Emma Farnham. In der Gruppenphase verloren sie gegen Yasmina Eissa aus Ägypten und Ruhi Satish Shingade aus Indien. Gegen Kobie Jane Donovan aus Australien und die Dänin Simone Emilie Meyer Larsen sowie die Sri-Lankerin Randika Doling und die Peruanerin Carmen Giuliana Póveda Flores gewannen sie die Spiele. Im Halbfinale besiegten Bartusz und Farnham die beiden Polinnen Daria Bujnicka und Oliwia Szmigiel mit 21:13, 21:11. Im Finale standen sie Rebecca Bedford und Rachel Choong gegenüber und zogen mit einem Ergebnis von 5:21, 8:21 den Kürzeren und errangen somit die Silbermedaille.
Im Mixedbewerb der Weltmeisterschaft 2017 startete Bartusz mit dem Inder Mark Joseph Dharmai. Das erste Gruppenspiel gegen Andrew Martin und Rachel Choong wurde verloren, das zweite gegen Kim Myung-hoon aus der Republik Korea sowie Yasmina Eissa gewannen die beiden. Im Viertelfinale standen sie dem Iren Niall McVeigh und der Peruanerin Carmen Giuliana Poveda Flores gegenüber und verloren die Begegnung mit 20:22, 13:21.
Bei der Europameisterschaft 2018 in Rodez gewann Bartusz die Einzel-Gruppenspiele gegen die Schottin Deidre Nagle und die Russin Irina Borissowa, gegen Rebecca Bedford verlor sie. Im Halbfinale verlor Bartusz gegen die Engländerin Rachel Choong mit 6:21, 8:21. Damit teilte sie die Bronzemedaille mit ihrer Landsfrau Oliwia Szmigiel. Das Doppel bestritt sie mit Deidre Nagle, hier verloren sie alle drei Gruppenspiele.
Wie zwei Jahre zuvor spielte sie bei der Europameisterschaft 2018 im Mixed mit dem Engländer Isaak Dalglish. In der Gruppenphase besiegten sie beide Gegner – Fabien Morat (Frankreich) mit Simone Emilie Meyer Larsen (Dänemark) und Robert Laing (Schottland) mit Rebecca Bedford (England). Im Halbfinale spielten sie gegen Djordje Koprivica (Serbien) und Oliwia Szmigiel (Polen) und gewannen mit 21:18, 21:9. Im Finale unterlagen sie Andrew Martin/Rachel Choong mit 15:21, 13:21 und erlangten die Silbermedaille.
Bei der Weltmeisterschaft 2019 in Basel schied Bartusz in der Gruppenphase aus, in der sie die Kenianerin Ruth Mueni Nzioka besiegte und gegen die US-Amerikanerin Jayci Simon sowie Rachel Choong verlor. Im Damendoppel trat sie nicht an. Das Mixed bestritt sie mit ihrem Landsmann Grzegorz Jednaki. Dort verloren sie in der Gruppenphase gegen Andrew Martin/Rachel Choong und gewannen gegen das US-amerikanische Duo Jake Petruzzelli/Jayci Simon. Das Viertelfinale verloren sie gegen Didin Taresoh aus Malaysia und Daria Bujnicka aus Polen mit 10:21, 10:21.